# Обермасфельд-Грімменталь
Обермасфельд-Грімменталь (нім. Obermaßfeld-Grimmenthal) — громада в Німеччині, розташована в землі Тюрингія. Входить до складу району Шмалькальден-Майнінген. Складова частина об'єднання громад Дольмар-Зальцбрюкке.
Площа — 5,59 км2. Населення становить 1250 ос. (станом на 31 грудня 2021).